# La Nouvelle Voiture de Bob
Pour plus de détails, voir Fiche technique et Distribution.
La Nouvelle Voiture de Bob (Mike's New Car) est un court-métrage d'animation de 2002, où l'on peut voir les deux personnages principaux de Monstres et Cie, Bob et Sulli. Il est disponible sur les éditions simple et collector du DVD du film et a été réalisé par Pete Docter et Roger Gould.

## Synopsis
Bob Razowski est obsédé par sa nouvelle voiture à 6 roues, et insiste pour la montrer à Sulli.
Bob va se retrouver en dehors de la voiture et va demander à Sulli d'appuyer sur « le bouton ». Celui-ci ouvre accidentellement le capot, que Bob va essayer de refermer. En voulant l'aider, Sulli coince la main de Bob dans le capot fermé, puis tout en entier. Celui-ci appelle alors Sulli par téléphone portable pour lui dire d'appuyer sur le bouton, pour rouvrir le capot. En essayant de faire enfin démarrer sa voiture, Bob enclenche plusieurs fonctionnalités amusantes et les deux personnages se retrouvent rapidement dépassés par la situation. Bob demande à Sulli de sortir de sa voiture et réussit à démarrer. Au bout de quelques secondes, il a un accident et Sulli le rattrape en plein vol. Le court-métrage se conclut sur cette phrase de Bob : « Ma vieille voiture me manque déjà. ».

## Personnages
Les deux héros du court-métrage sont repris du long-métrage Monstres et Cie.
- Bob : Il est sur-excité par son nouveau véhicule, dont il est très fier. Il va vite déchanter en s'apercevant qu'il ne maîtrise pas l'engin.
- Sulli : Quant à lui, il est peu enthousiasmé par la nouvelle voiture et se révèle un peu trop gros pour celle-ci.

## Fiche technique
- Titre original : Mike's New Car
- Titre français : La Nouvelle Voiture de Bob
- Titre québécois : La Nouvelle Voiture de Mike[2]
- Réalisation : Pete Docter et Roger Gould
- Scénario : Pete Docter, Jeff Pidgeon, Roger Gould et Rob Gibbs
- Musique : Randy Newman
- Animation : Michael Berenstein, Jimmy Hayward, Ewan Johnson, John Kahrs, Karen Kiser, Wendell Lee, Daniel Mason, James Ford Murphy, Victor Navone, Bret Parker, Michael Parks, Ross Stevenson, J. Warren Trezevant, Adam Wood et Ron Zorman
- Son : Tom Myers
- Production : Gale Gortney et John Lasseter
- Montage : Robert Grahamjones
- Société de production : Pixar Animation Studios
- Pays d'origine :  États-Unis
- Distribution[3] : 
  - Buena Vista Home Entertainment ( Japon) (DVD)
  - Walt Disney Home Entertainment (Vidéo)
  - Walt Disney Pictures
- Dates de sortie :
  -  États-Unis : 24 mai 2002 (Los Angeles)
  -  Japon : 20 septembre 2002
- Format : Couleurs - Format 1,85:1 - 35mm - Son Dolby Digital 5.1
- Genre : Animation
- Durée : 3 minutes 35 secondes

## Distribution

### Voix originales
- John Goodman : Sulley (Sulli)
- Billy Crystal : Mike (Bob)

### Voix françaises
- Jacques Frantz : Sulli
- Éric Métayer : Bob

### Voix québécoises
- Denis Mercier : James P. Sullivan (Sulli)
- Alain Zouvi : Mike Wazowski (Bob)

## Réception
La Nouvelle Voiture de Bob recueille une note de 7,2/10 sur l'Internet Movie Database, sur une base de 2042 votants. Cette enquête révèle également que le court-métrage est plus apprécié par les femmes et les moins de 18 ans.
Sur Allociné, il obtient une moyenne de 3,6 étoiles sur 5, avec 541 notes.

## Le saviez-vous?
- La Nouvelle voiture de Bob est le premier court-métrage de Pixar avec des voix, mais aussi le premier à réutiliser des personnages issus d'un autre film, en l'occurrence Sulli et Bob.
- Le générique présente les héros avec un look de bande-dessinée.
- La Nouvelle voiture de Bob a été nommé pour l'Oscar du meilleur court-métrage d'animation en 2002.
- Disney a commercialisé des jouets à l'effigie de la nouvelle voiture de Bob[6].
- La Nouvelle voiture de Bob est inclus sur le DVD de Monstres et Cie, en tant que bonus et également sur la VHS après le générique de fin.
- Sur le DVD, il y a un commentaire de « Docter et Gould » ; mais au lieu d'être les réalisateurs, ce sont leurs jeunes fils[7].
- Le court-métrage contient des références aux films La Grande Course autour du monde et Un ticket pour deux[8].
- Le court-métrage était prévu pour être la dernière séquence du film Monstres et Cie, mais fut retirée du montage final. La scène, qui avait été entièrement animée, fut finalement incluse dans la vidéo du film.